# Zhang Binbin
Zhang Binbin, född 23 februari 1989 i Xiamen, är en kinesisk sportskytt.
Hon blev olympisk silvermedaljör i gevär vid sommarspelen 2016 i Rio de Janeiro.